# Belònids

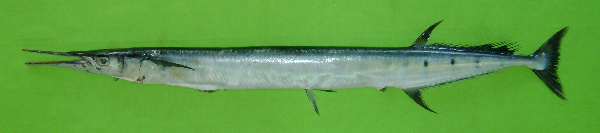
Ablennes hians

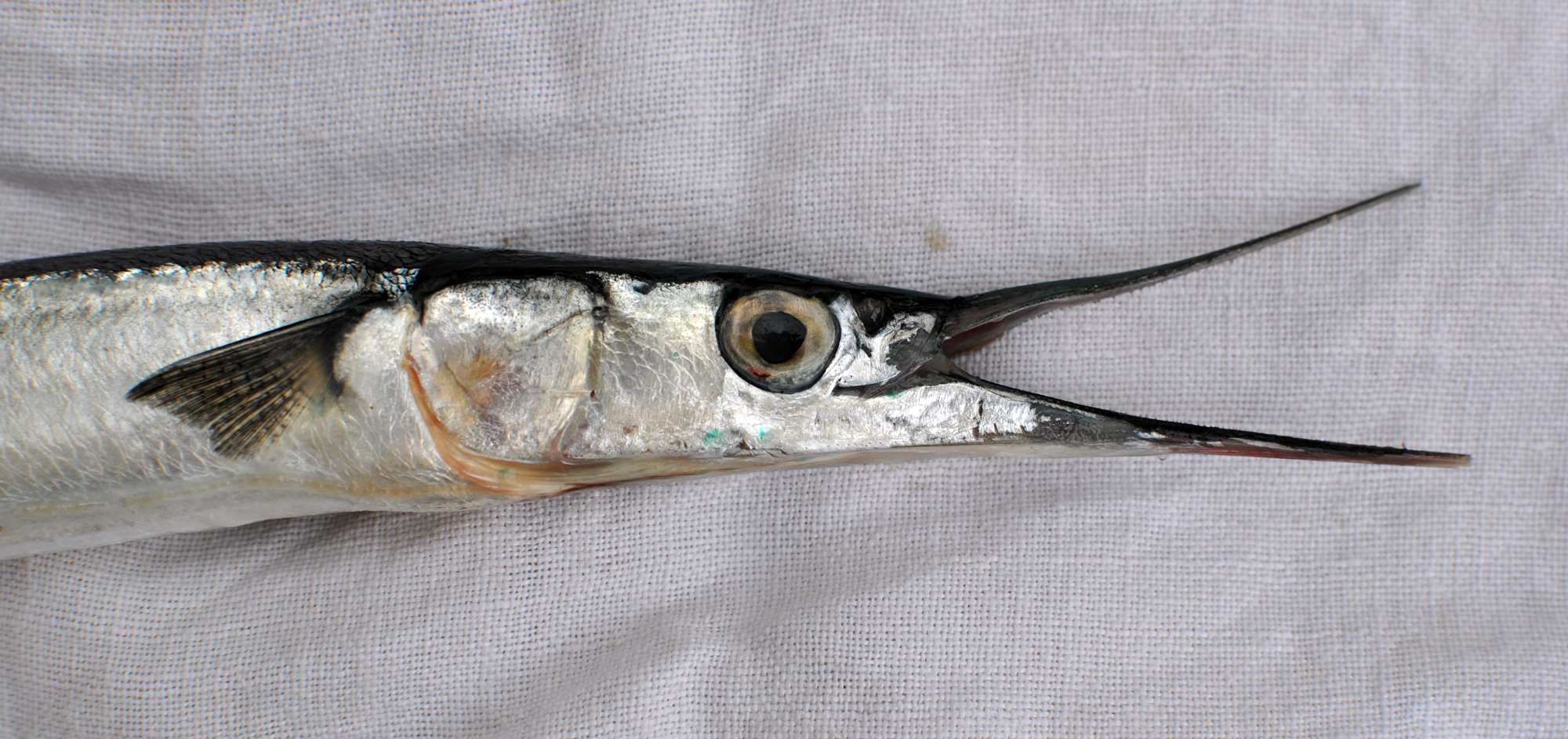
Belone belone

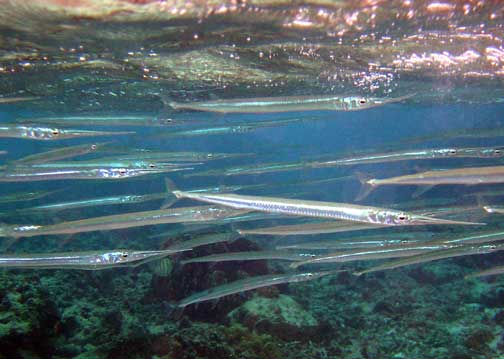
Strongylura incisa

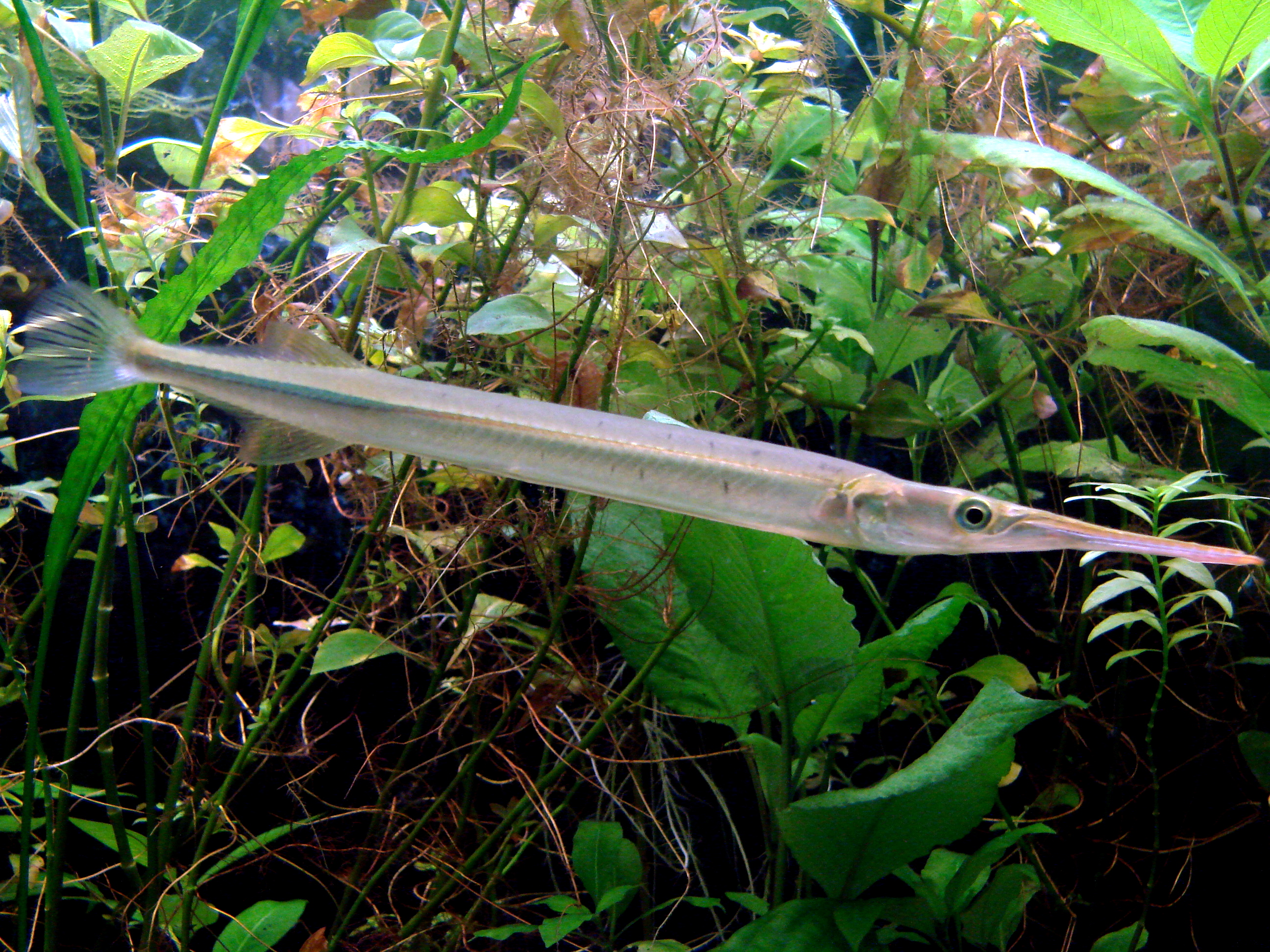
Xenentodon cancila

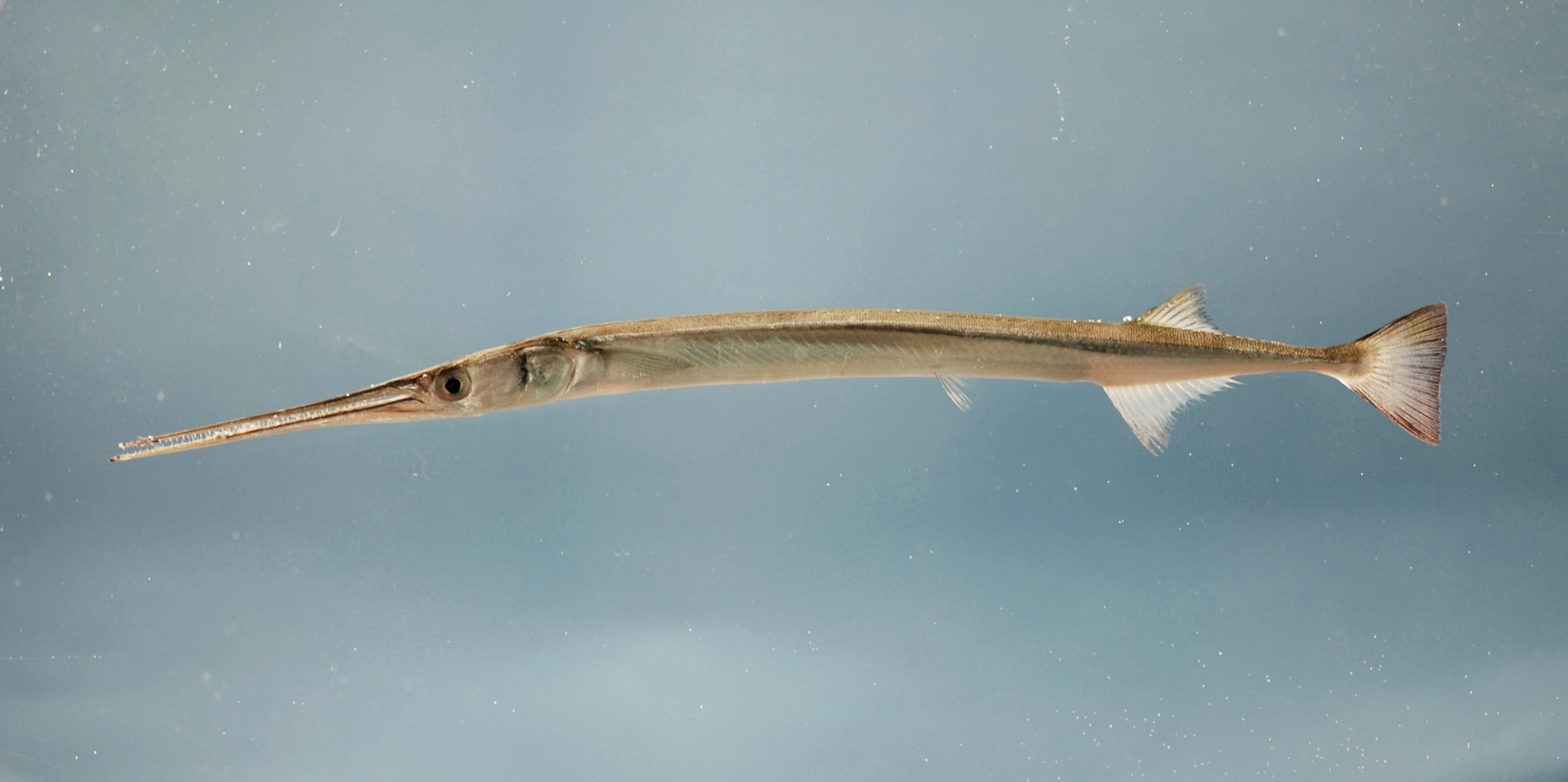
Strongylura marina

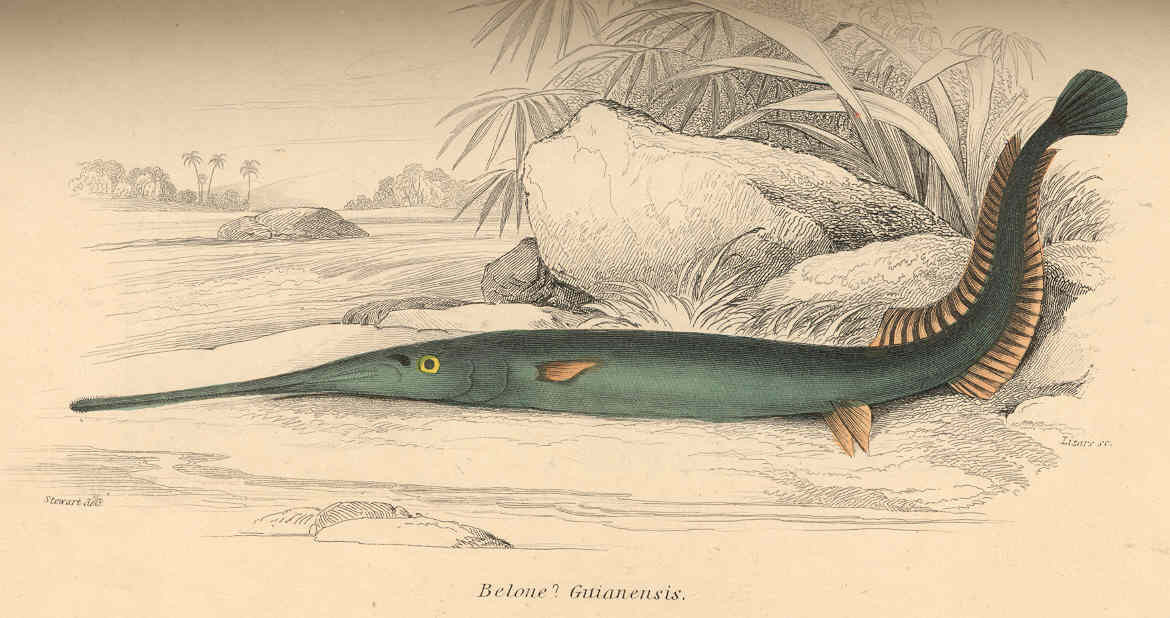
Potamorrhaphis guianensis (il·lustració del 1860)

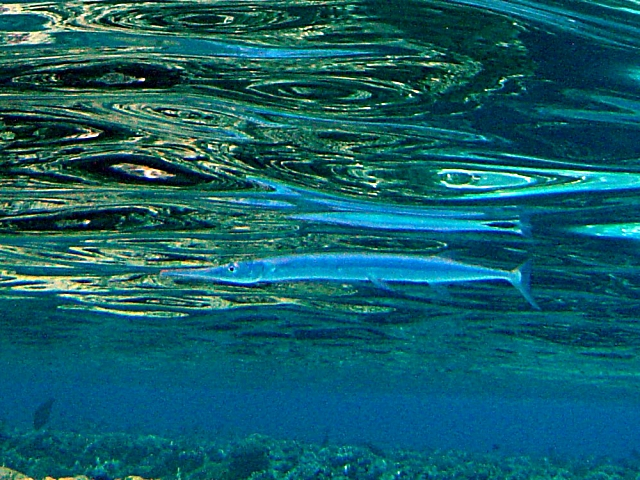
Tylosurus choram

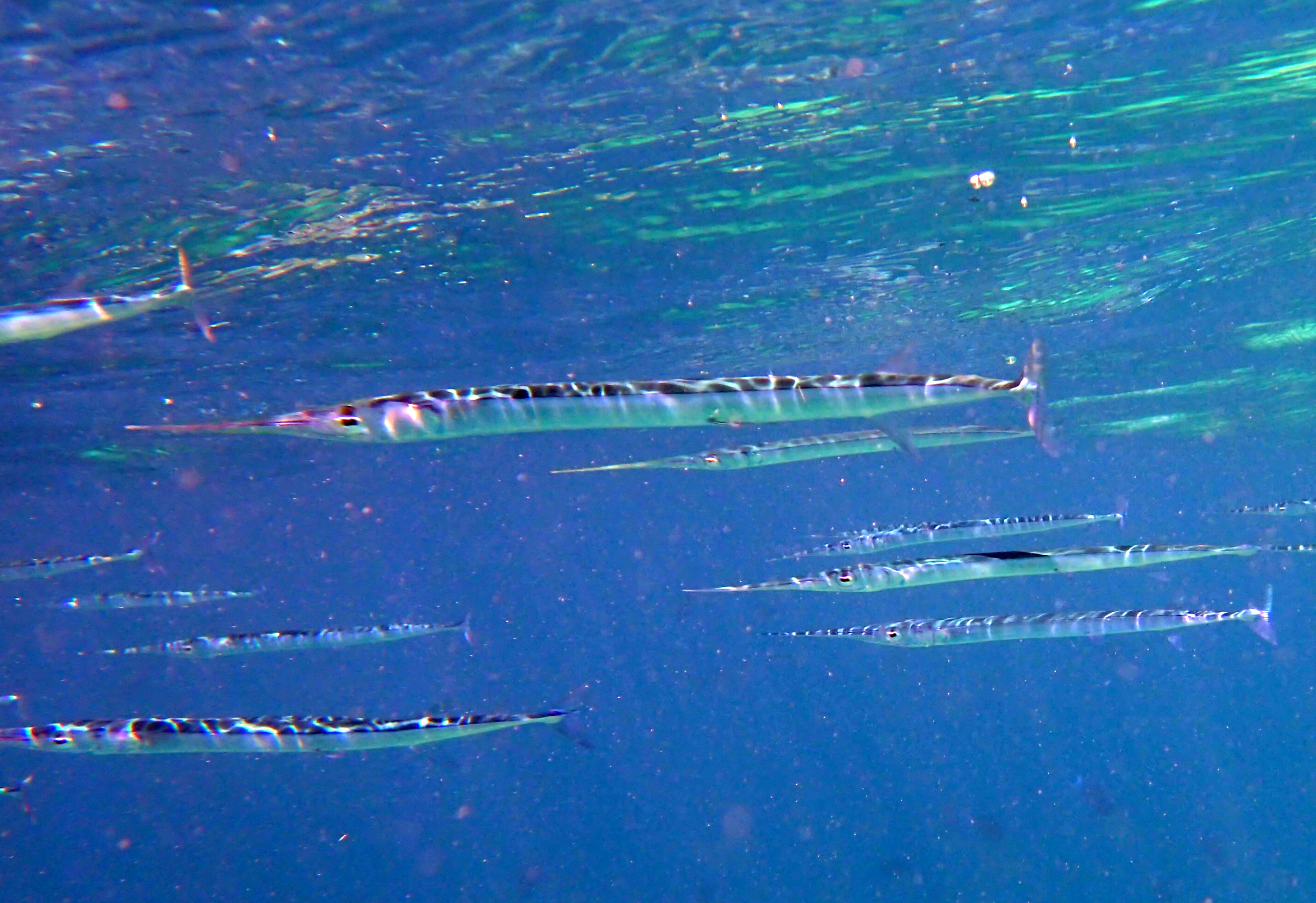
Exemplars de Platybelone argalus fotografiat a les illes Maldives

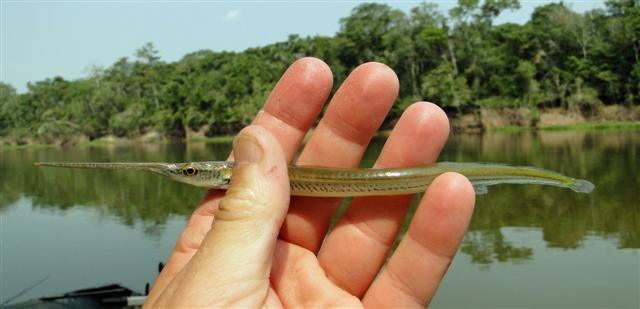
Potamorrhaphis eigenmanni

Els belònids (Belonidae) són una família de peixos osteïctis, tant marins com d'aigua dolça, inclosa en l'ordre dels beloniformes.

## Morfologia
Cos molt allargat en forma de fus i de secció gairebé cilíndrica. Aletes dorsal, ventral i anal situades molt enrere. Ulls grossos. Les mandíbules (estretes i allargades en forma de bec) tenen nombroses dents punxants.

## Alimentació
Són principalment carnívors.

## Distribució geogràfica
Se'ls pot trobar a les aigües tropicals i temperades (principalment marines) d'arreu del planeta.

## Gèneres
Existeixen 38 espècies agrupades en 10 gèneres: 
- Ablennes (Jordan and Fordice, 1887)
  - Ablennes hians (Valenciennes, 1846)[3]
- Belone (Cuvier, 1816)
  - Belone belone (Linnaeus, 1761)
  - Belone euxini (Günther, 1866)
  - Belone svetovidovi (Collette & Parin, 1970)
- Belonion (Collette, 1966)
  - Belonion apodion (Collette, 1966)
  - Belonion dibranchodon (Collette, 1966)
- Petalichthys (Regan, 1904)
  - Petalichthys capensis (Regan, 1904)
- Platybelone (Fowler, 1919)
  - Platybelone argalus (Lesueur, 1821)
    - Platybelone argalus annobonensis (Collette & Parin, 1970)
    - Platybelone argalus argalus (Lesueur, 1821)
    - Platybelone argalus platura (Rüppell, 1837)
    - Platybelone argalus platyura (Bennett, 1832)
    - Platybelone argalus pterura (Osburn & Nichols, 1916)
    - Platybelone argalus trachura (Valenciennes, 1846)

  - Platybelone lovii (Günther, 1866)
- Potamorrhaphis (Günther, 1866)
  - Potamorrhaphis eigenmanni (Miranda Ribeiro, 1915)
  - Potamorrhaphis guianensis (Jardine, 1843)
  - Potamorrhaphis labiatus (Sant'Anna, Delapieve & Reis, 2012)
  - Potamorrhaphis petersi (Collette, 1974)
- Pseudotylosurus (Fernández-Yépez, 1948)
  - Pseudotylosurus angusticeps (Günther, 1866)
  - Pseudotylosurus microps (Günther, 1866)
- Strongylura (van Hasselt, 1824)
  - Strongylura anastomella (Valenciennes, 1846)
  - Strongylura exilis (Girard, 1854)
  - Strongylura fluviatilis (Regan, 1903)
  - Strongylura hubbsi (Collette, 1974)
  - Strongylura incisa (Valenciennes, 1846)
  - Strongylura krefftii (Günther, 1866)
  - Strongylura leiura (Bleeker, 1850)
  - Strongylura marina (Walbaum, 1792)
  - Strongylura notata (Poey, 1860)
    - Strongylura notata forsythia (Breder, 1932)
    - Strongylura notata notata (Poey, 1860)

  - Strongylura scapularis (Jordan & Gilbert, 1882)
  - Strongylura senegalensis (Valenciennes, 1846)
  - Strongylura strongylura (van Hasselt, 1823)
  - Strongylura timucu (Walbaum, 1792)
  - Strongylura urvillii (Valenciennes, 1846)
- Tylosurus (Cocco, 1833)
  - Tylosurus acus (Lacépède, 1803)
    - Tylosurus acus acus (Lacépède, 1803)
    - Tylosurus acus imperialis (Rafinesque, 1810)
    - Tylosurus acus melanotus (Bleeker, 1850)
    - Tylosurus acus rafale (Collette & Parin, 1970)

  - Tylosurus choram (Rüppell, 1837)
  - Tylosurus crocodilus (Péron & Lesueur, a Lesueur, 1821)
  - Tylosurus fodiator (Jordan & Gilbert, 1882)
  - Tylosurus gavialoides (Castelnau, 1873)
  - Tylosurus pacificus (Steindachner, 1876)
  - Tylosurus punctulatus (Günther, 1872)
- Xenentodon (Regan, 1911)
  - Xenentodon cancila (Hamilton, 1822)
  - Xenentodon canciloides (Bleeker, 1853)[4]